# Abder-Rahman Elîsh El-Kebîr
 (janvier 2011).
Si vous disposez d'ouvrages ou d'articles de référence ou si vous connaissez des sites web de qualité traitant du thème abordé ici, merci de compléter l'article en donnant les références utiles à sa vérifiabilité et en les liant à la section « Notes et références ».
Le cheikh Abder-Rahman Elîsh El-Kebîr (shaykh 'Abd-ar-Rahmân 'Illaysh), né en 1845, est mort en 1922. 

## Double fonction
Il fut à la fois chef d'une confrérie soufie et chef du maḏhab malékite à l'université al-Azhar. « Le Cheikh ‘Elîch était le Cheikh d’une branche châdhilite, et en même temps, dans l’ordre exotérique, il fut chef du madhhab mâlikî à El-Azhar » Le Sheikh Abder-Rahman Elish El-Kebir fut un représentant très important de l'islam, tant du point de vue religieux que soufi. Il fut le Cheikh d’une branche shâdhilite, une branche de l’organisation initiatique (tarîqa)  fondée au XIIIe siècle (VIIe siècle de l'Hégire) par le sheikh Abû-l-Hasan ash-Shâdhilî, une des plus grandes figures spirituelles de l’islam, qui fut, dans l'ordre ésotérique, le « pôle » (« Qutb ») de son temps, ce terme désignant une fonction initiatique d'un ordre très élevé,. Dans le domaine religieux », il fut le chef du madhhab mâleki à l'université al-Azhar. Les termes  madhhab mâleki indiquent « une des quatre écoles juridiques sur lesquelles reposent l'ordre exotérique de l'islam ». Il n'a pas laissé d'oeuvre écrite, sinon un article, semble-t-il.

## Biographie
Abder-Rahman Elîsh El-Kebîr est le fils du cheikh Muhammad Elîsh (mort en 1883), grand mufti malékite d'Égypte. 
On dit qu'une fatwa publiée par les Elîsh eut pour principale conséquence la révolte d'Arabi Pacha en 1882, et l'emprisonnement du père et du fils,. Le père mourut en prison. Le fils fut gracié et exilé à Damas, où il se lia d'amitié avec l'émir Abd El-Kader. Il pratiquera les rites funèbres sur le corps de l'émir en 1883. Il enterrera Abd El-Kader près du tombeau du « Cheikh al-Akbar » (« le plus grand maître », en arabe), Muhyi-d-Din Ibn Arabi. De fait, en dehors de ses occupations officielles, Abder-Rahman, comme Abd El-Kader, fut un grand maître spirituel. Une seconde fois, il fut incarcéré, "cette fois sur ordre d'un prince musulman" ; il fut gracié exilé à Rhodes puis gracié.  
De retour en Égypte, au Caire, il recouvrit la fonction islamique éminente qui lui revenait de droit.

## Enseignement
Cheikh de la Chadhiliyya, il eut de nombreux contacts avec l'Occident, tentant de rapprocher le christianisme de l'islam, en mettant l'accent notamment sur la parfaite reconnaissance des révélations antérieures par la religion musulmane. Grand connaisseur de la maçonnerie, il s'efforça, dans ses rapports avec les Européens, de montrer la concordance entre les symboles universels présents chez les francs-maçons comme chez les musulmans.

### Textes
- (en arabe), "Le Prince de la Religion, le Grand Pôle Spirituel, l'Étoile brillante de tous les siècles" (sur Ibn Arabi, revue arabo-italienne An-Nâdî. Il Convito, n° 2 (1907), trad. en italien par Ivan Aguéli alias Abdul-Hâdi, n° 7-8.